# Château d'Ayres
Le château d'Ayres est un château situé dans la commune française de Meyrueis, en Lozère. Il abrite aujourd'hui un hôtel-restaurant de luxe.

## Situation
Le château est situé sur le territoire de la commune de Meyrueis, en Lozère, l'ancienne province du Gévaudan. Il est situé à l'écart de la ville, à un kilomètre au nord-est, le long de la vallée de la Jonte.

## Histoire
Dès le VIIe siècle, une fondation monastique occupe les lieux. Ruinée par les invasions sarrasines, elle est reconstruite au siècle suivant (VIIIe siècle). Par la suite, les guerres d'Aquitaine la détruisent à nouveau… Vers 1025, un moine nommé Martin entame une seconde reconstruction et y installe une communauté bénédictine. Dépendant d'abord de l'abbaye d'Aniane, le prieuré est racheté en 1058 par l'abbaye de Saint-Victor de Marseille. Le prieuré contrôle un domaine agricole très étendu et est bientôt connu sous le nom de Saint-Martin des Ayres (aires : surfaces pour battre le blé ?). Il reçoit alors des visites prestigieuses, notamment celles répétées de la reine Blanche de Castille. Il reçoit également des dons en conséquence.
Finalement, le prieuré tombe dans l'escarcelle du chapitre cathédral de Montpellier. Au début du XVIe siècle, les moines abandonnent cette austère résidence. Seul un sacristain y demeure : il est chargé de répercuter les revenus non négligeables de l'exploitation agricole. Lors des guerres de religion, les bâtiments sont repris par une famille protestante de Montpellier, les Galtier de Montauran. Ils transforment les lieux en « fortin militaire » à partir duquel ils lancent des opérations spectaculaires : prise de La Canourgue, incendie de l'église meyrueisienne...
En 1630, Meyrueis est punie de son soutien envers la troupe protestante du duc de Rohan. Alors que le château du Rocher (à Meyrueis) est rasé sur les ordres de Richelieu (1632), le sénéchal d'Anduze décapite les deux tours d'angle du château d'Ayres et abat le mur d'enceinte édifié par les « Galtier d'Ayres ». Avec Louis XIV et la révocation de l'édit de Nantes (1685), les Galtier font amende honorable en se convertissant au catholicisme (peut-être aidé dans cette décision par la présence inquiétante d'un régiment de dragons du Roi cantonnant sur Meyrueis).
Quelques années plus tard, au début du XVIIIe siècle, les camisards prennent le château d'assaut, l'incendient puis se retranchent dans ses ruines fumantes pour attendre l'issue des négociations de leurs chefs avec le maréchal de Villars. Reconstruit par la famille Manoël de Nogaret, le château traverse la Révolution française sans trop d'encombres. Dans les environs, deux moulins (moulin d'Ayres et moulin de Montblanc) sont en activité dans la première partie du XIXe siècle.
Au début du XXe siècle, il est vendu et transformé peu à peu en hôtel-relais de campagne. L'édifice reçoit ainsi des hôtes de marque : le chancelier Konrad Adenauer, le général de Gaulle. La dernière héritière des murs épouse un lointain cousin des Nogaret, réintroduisant ainsi cette propriété dans le patrimoine de cette famille.